# Brachynarthron unicoloripennis
Brachynarthron unicoloripennis är en skalbaggsart som beskrevs av Stefan von Breuning 1968. Brachynarthron unicoloripennis ingår i släktet Brachynarthron och familjen långhorningar. Inga underarter finns listade.